# Slezeničevke
Slezeničevke (jelenkovke, lat.  Aspleniaceae), poluzimzelene i zimzelene trajnice s preko 850 vrsta. Spadaju u prave paprati i podrazredu tankostijenih paprati (Polypodiidae) i pobliže redu Polypodiales. Čine ju rodovi Asplenium (slezenica ili vlasak), koja je porodici dala ime i Hymenasplenium
Rodu Asplenium pripada 820 vrsta od kojih nekoliko raste i u Hrvatskoj. To su kopnene paprati s uglavnom uspravnim podankom i zimzelenim listovima, a pretežito nastanjuje krška područja s vapnenačkom podlogom i mediteranskom klimom, pa ih ima najviše uz jadransku obalu. Stijene, zidne pukotine, kanjoni i brdoviti krajevi njihovi su najvažniji lokaliteti.

## Opis
Aspleniaceae, je porodica paprati slezeničevki, s 1-10 rodova i oko 800 vrsta, u odjelu Pteridophyta (niže vaskularne biljke). Neki botaničari smatraju da Aspleniaceae čine jedan rod, Asplenium (slezenica), ali drugi botaničari priznaju do devet malih zasebnih rodova.
Rodovi (ili podrodovi) u porodici uključuju Camptosorus (“paprat koja hoda”), Ceterach (“slezenice ljuskaste”), Hymenasplenium (“slezenice s ravnom stabljikom”), Neottopteris (“paprat za ptičje gnijezdo”) i Phyllitis. Većinu vrsta u porodici karakteriziraju sporangiji u linijama duž žila, obično prekriveni uskim membranskim preklopom tkiva (induzij) pričvršćenim duž žile i štiteći sporangije u razvoju. Spore su većinom graholike (obostrane). Brojne vrste iz porodice, osobito paprati ptičjeg gnijezda, popularne su kao sobne biljke i u staklenicima.

## Rodovi
1. Asplenium L.
2. Hymenasplenium Hayata

Godine 2014 Christenhusz & Chase sve eupolipode II preselili su u porodicu Aspleniaceae, pri čemu prethodne porodice postaju potporodice.
- Cystopteridoideae: Acystopteris, Cystoathyrium, Cystopteris, Gymnocarpium; Cystopteridaceae
- Rhachidosoroideae: Rhachidosorus; Rhachidosoridaceae
- Diplaziopsidoideae: Diplaziopsis, Homalosorus; Diplaziopsidaceae
- Asplenioideae: Asplenium, Hymenasplenium; Aspleniaceae
- Thelypteridoideae: Macrothelypteris, Phegopteris, Thelypteris; Thelypteridaceae: Amauropelta, Amblovenatum, Ampelopteris, Chingia, Chrinephrium, Chrismatopteris, Christella, Coryphopteris, Cyclogramma, Cyclosorus, Glaphyropteridopsis, Goniopteris, Macrothelypteris, Meniscium, Menisorus, Mesophlebion, Metathelypteris, Nannothelypteris, Oreopteris, Parathelypteris, Phegopteris, Plesioneuron, Pneumatopteris, Pronephrium, Pseudocyclosorus, Sphaerostephanos, Stegnogramma, Steiropteris, Thelypteris,  Trigonospora,
- Woodsioideae: Woodsia; Woodsiaceae
- Blechnoideae: Blechnum, Onoclea, Stenochlaena, Woodwardia; Blechnaceae
- Athyrioideae: Athyrium, Cornopteris, Deparia, Diplazium; Athyriaceae